# 多斑銀鮈
多斑銀鮈（学名：Squalidus multimaculatus）为輻鰭魚綱鯉形目鲤科銀鮈屬的鱼类。分布于亞洲韓國，本魚體狹長，體色為淡褐色，腹部白色，體側具有一排排列整齊的黑斑，尾鰭凹形，棲息在淡水溪流。

## 扩展阅读
維基物種上的相關：多斑銀鮈